# Harold Humby
Harold Robinson "Harry" Humby (født 8. april 1879, død 23. februar 1923) var en britisk skytte, som deltog i tre olympiske lege før og efter første verdenskrig.
Humbys første olympiske deltagelse var ved OL 1908 i London, hvor han stillede op i tre discipliner, alle med riffel. Liggende konkurrence over 50 og 100 yards blev noget kontroversiel, idet der var tvivl om deltagerne i konkurrencen. Hvert land måtte stille med tolv deltagere, men blanketten for én af de britiske deltagere forsvandt, hvorpå man tilmeldte en ekstra deltager, Philip Plater, der endte med at skyde bedst (391 point). Da den forsvundne blanket dukkede op igen, måtte Platers resultat tages bort, og resultatet blev, at tre andre briter tog de tre første pladser. Arthur Carnell vandt med 387 point foran Humby med 386, mens George Barnes 385 blev nummer tre. Senere fik Plater en speciel guldmedalje af den britiske olympiske komité. I holdskydningen, ligeledes over 50 og 100 yards, hvor kun tre nationer deltog, vandt det britiske hold suverænt med 771 point foran Sverige med 737 point og Frankrig med 710 point. Det britiske hold bestod af Humby, Maurice Matthews, William Pimm og Edward Amoore. Endelig deltog han i konkurrencen med forsvindende mål over 25 yards, og her endte han som nummer otte (men med samme pointtal som vinderen).
Ved legene fire år senere i Stockholm deltog Humby igen, denne gang i lerdueskydning, individuelt og for hold. I den individuelle konkurrence blev han nummer fire, mens han i holdskydningen var med til at sikre briterne sølvmedaljen med 511 point efter de suveræne amerikanere med 532 point, mens tyskerne på tredjepladsen opnåede 510 point. Humby var bedste brite med 91 point; holdet bestod derudover af William Grosvenor, Alexander Maunder, George Whitaker, John Butt og Charles Palmer.
Humby deltog i sit sidste OL, i 1920 i Antwerpen, hvor han stillede op i holdturneringen i lerdueskydning; her blev briterne nummer fire.
Humby var militærmand og kaptajn ved Middlesex-regimentet.